# Köksal Toptan

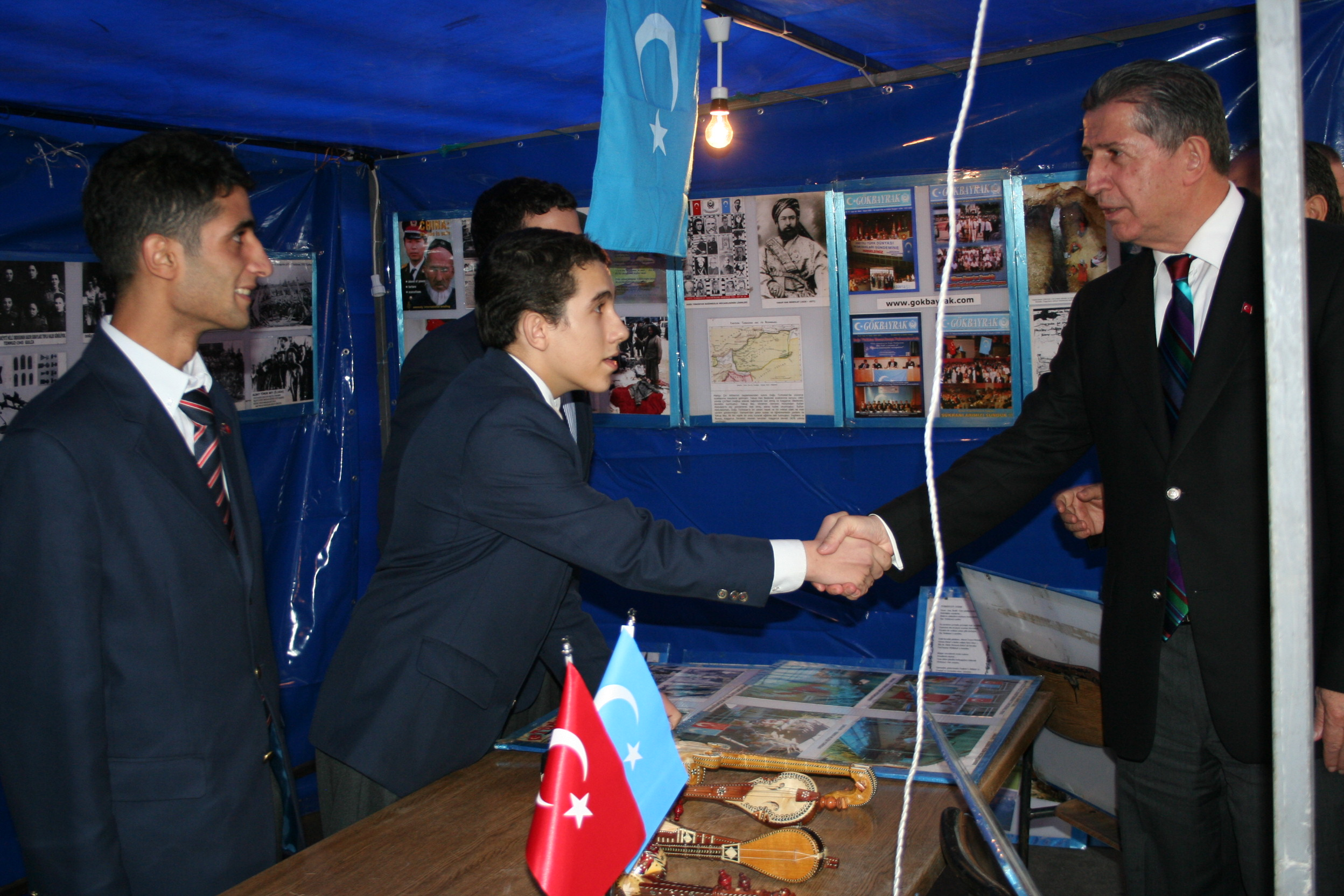
Köksal Toptan (rechts)

Köksal Toptan (* 1943 in Rize) war von 2007 bis 2009 Parlamentspräsident der Großen Nationalversammlung der Türkei.
Toptan absolvierte die Juristische Fakultät in Istanbul und arbeitete als Anwalt.
Vor dem Militärputsch im September 1980 gehörte er als Staatsminister dem Kabinett unter Führung von Süleyman Demirel an. Im Juni 1991 berief ihn Demirel als Erziehungsminister erneut in seine Regierung, der er bis Juni 1993 angehörte. Unter Ministerpräsidentin Tansu Çiller amtierte Toptan, der zu diesem Zeitpunkt Mitglied der konservativen Regierungspartei DYP war, vom 5. bis zum 30. November 1995 als Kulturminister.
Bei den Parlamentswahlen am 22. Juli 2007 wurde Köksal Toptan als Kandidat der Adalet ve Kalkınma Partisi (AKP) aus der Provinz Zonguldak in das Parlament gewählt.
Am 9. August 2007 fand die Wahl zum Parlamentspräsidenten statt. Toptan wurde im ersten Wahlgang mit 450 von 549 Stimmen in das Amt gewählt.
Toptan erhielt 2008 die Ehrendoktorwürde der Kafkas Üniversitesi.